# Christian Rakovskij
Christian Georgijevitj Rakovskij, född 13 augusti (gamla stilen: 1 augusti) 1873 i Kotel, Bulgarien, död 11 september 1941 i Orjol oblast, Sovjetunionen (avrättad av NKVD), var en bulgarisk-sovjetisk kommunist.
Rakovskij tvingades i unga år att som revolutionär lämna Bulgarien. Han vistades sedan i Schweiz, Tyskland och Ryssland och slog sig 1907 ned i Rumänien, varifrån han emellertid flera gånger utvisades. Han hade verksamt biträtt vid det socialdemokratiska partiets organiserande i Rumänien och representerade detta i andra internationalen. 
Under första världskriget undertecknade Rakovskij 1915 Zimmerwaldmanifestet, arresterades 1916 i Rumänien och satt fången i Iași till maj 1917, då han befriades av ryska soldater. Han begav sig därefter till Ryssland, anslöt sig där till kommunisterna, uppges en kortare tid ha vistats i Sverige och återkom till Ryssland efter oktoberrevolutionen. Han sändes av sovjetregeringen i januari 1918 till Odessa som kommissarie för rumänska ärenden, anlitades för underhandlingar med ukrainska regeringen i Kiev och var oktober 1918 till januari 1919 ledamot av sovjetlegationen i Berlin. Han blev därefter ordförande i folkkommissariernas råd i Ukraina och var ett av Rysslands ombud vid Genuakonferensen 1922. Han var sovjetrepresentant i Storbritannien 1923–1925 och i Frankrike 1925–1927. Från sistnämnda land utvisades han på grund av sin aktiva verksamhet i tredje internationalen. 
Rakovskij tillhörde oppositionen mot Josef Stalin, uteslöts 1927 ur Sovjetunionens kommunistiska parti och förvisades till Astrachan, men återvände 1934 till Moskva och gjorde skriftlig avbön. Han arresterades åter 1938 och dömdes under Moskvarättegångarna samma år till 20 års straffarbete. Rakovskij avrättades av NKVD 1941.